# Schottische Snooker-Meisterschaft
Die schottische Snooker-Meisterschaft (englisch Scottish Amateur Championship) ist ein Wettbewerb zur Ermittlung des Landesmeisters in der Billardvariante Snooker in Schottland.

## Geschichte
In England und Wales sind erste Landesmeisterschaften bereits vom Anfang des 20. Jahrhunderts bekannt. Der erste Wettbewerb in Schottland ist nach dem Zweiten Weltkrieg verzeichnet. Im November 1947 fand in Edinburgh ein Turnier statt, aus dem I. Wexelstein als Sieger hervorging. Seitdem wurde das Turnier jährlich ausgetragen.

## Titelträger
Rekordsieger des Turniers ist Eddie Sinclair mit 7 Titeln bei 11 Finalteilnahmen. Auf Platz 2 folgt John Phillips, der 6 Mal Meister wurde und insgesamt 7 Mal das Finale erreichte. Beide wechselten sich in den 1960er und 1970er Jahren als Sieger ab. Später wechselten die Sieger häufiger, da die Spieler oft Profis wurden und nicht mehr an der Amateurmeisterschaft teilnehmen konnten. Berühmtester Sieger ist Stephen Hendry, der später einer der erfolgreichsten Snookerspieler überhaupt wurde. Als er 1984 schottischer Meister wurde, war er 15 Jahre alt. Damit ist er der jüngste Titelträger in der Geschichte des Turniers.
Hinweis: Eine offizielle Liste der Titelträger ist nicht verfügbar. Der nationale Snookerverband Schottlands Scottish Snooker verweist auf eine Aufstellung in einer Snookerdatenbank, die offenbar aus Recherchen zu vergangenen Turnieren besteht. Die Angaben sind jedoch ohne Gewähr, da es auch andere Quellen mit widersprechenden Informationen gibt. Bei den Spielern in den Anfangsjahren ist zusätzlich zum Namen der Herkunftsort angegeben.
| Jahr | Sieger                               | Ergebnis                             | Gegner                               |
| ---- | ------------------------------------ | ------------------------------------ | ------------------------------------ |
| 1947 | I. Wexelstein (Edinburgh)            | 4:2                                  | R. Walls (Leith)                     |
| 1949 | Walter Ramage (Leith)                | 4:0                                  | Peter Spence (Glasgow)               |
| 1950 | Walter Ramage (Leith)                | 4:0                                  | Bob McKendrick (Falkirk)             |
| 1951 | Alec Wilson (Edinburgh)              | 6:2                                  | Archie Wishart (Glasgow)             |
| 1952 | David Emerson (Edinburgh)            | 6:4                                  | Peter Spence (Glasgow)               |
| 1953 | Peter Spence (Glasgow)               | 6:3                                  | Harry D. Thomson (Edinburgh)         |
| 1954 | Douglas Edmond                       | 6:5                                  | Peter Spence (Glasgow)               |
| 1955 | Bert Demarco (Edinburgh)             | 6:2                                  | Peter Spence (Glasgow)               |
| 1956 | Willie Barrie 1                      | 6:3                                  | Bob McKendrick (Falkirk)             |
| 1957 | Tommy Paul                           | 6:5                                  | Harry D. Thomson (Edinburgh)         |
| 1958 | John Phillips                        | 6:1                                  | Jimmy W. Ferguson                    |
| 1959 | John Phillips                        | 6:4                                  | Eddie Sinclair                       |
| 1960 | Eddie Sinclair                       | 6:3                                  | Andy Kennedy                         |
| 1961 | John Phillips                        | 6:5                                  | Bert Demarco (Edinburgh)             |
| 1962 | Andy Kennedy                         | 6:1                                  | Bert Demarco (Edinburgh)             |
| 1963 | Eddie Sinclair                       | 6:3                                  | David Miller                         |
| 1964 | John Phillips                        | 6:4                                  | Eddie Sinclair                       |
| 1965 | Bert Demarco (Edinburgh)             | 6:1                                  | Peter Spence (Glasgow)               |
| 1966 | John Phillips                        | 6:2                                  | Eddie Sinclair                       |
| 1967 | Eddie Sinclair                       | 6:2                                  | T Coyle                              |
| 1968 | Eddie Sinclair                       | unbekannt                            | Jules Zonfrillo                      |
| 1969 | Andy Kennedy                         | unbekannt                            | Bert Demarco (Edinburgh)             |
| 1970 | David Sneddon                        | unbekannt                            | Murdo MacLeod                        |
| 1971 | John Phillips                        | unbekannt                            | David Miller                         |
| 1972 | David Sneddon                        | 6:5                                  | Bert Demarco (Edinburgh)             |
| 1973 | Eddie Sinclair                       | 6:2                                  | Jules Zonfrillo                      |
| 1974 | David Sneddon                        | 6:4                                  | Eddie Sinclair                       |
| 1975 | Eddie Sinclair                       | 6:1                                  | John Phillips                        |
| 1976 | Eddie Sinclair                       | 6:1                                  | David Sneddon                        |
| 1977 | Ronnie Miller                        | 6:5                                  | Eddie McLaughlin                     |
| 1978 | Jim Donnelly                         | 6:4                                  | Eddie McLaughlin                     |
| 1979 | Stuart Nivison                       | 6:2                                  | Ian Wallace                          |
| 1980 | Matt Gibson                          | 6:4                                  | Ronnie Millar                        |
| 1981 | Raymond Lane                         | 6:5                                  | John Rea                             |
| 1982 | Peter Kippie                         | 6:5                                  | Kenny Baird                          |
| 1983 | George Carnegie                      | 6:3                                  | John Rea                             |
| 1984 | Stephen Hendry                       | 9:8                                  | David Sneddon                        |
| 1985 | Stephen Hendry                       | 9:6                                  | Jimmy McNellan                       |
| 1986 | Steve Muir                           | 9:3                                  | Duncan Campbell                      |
| 1987 | Stuart Nivison                       | 9:8                                  | Billy Kelly                          |
| 1988 | Drew Henry                           | 9:8                                  | Jimmy Allan                          |
| 1989 | Marcus Campbell                      | 9:6                                  | Mark Cadenhead                       |
| 1990 | Alan McManus                         | 9:5                                  | Paul McPhillips                      |
| 1991 | Craig MacGillivray                   | 6:4                                  | Graham Horne                         |
| 1992 | Jamie Burnett                        | 6:2                                  | Martin Dziewialtowski                |
| 1993 | Graeme Dott                          | 8:4                                  | Neil Martin                          |
| 1994 | Andy Duff                            | 8:0                                  | Robert Ritchie                       |
| 1995 | Jim Rushforth                        | 6:3                                  | Neil Martin                          |
| 1996 | Alan Burnett                         | 5:3                                  | James McBain                         |
| 1997 | Michael Maguire                      | 6:4                                  | Neil Martin                          |
| 1998 | Michael Maguire                      | 6:1                                  | Jim McNellan                         |
| 1999 | Steven Bennie                        | 4:3                                  | John Macfarlane                      |
| 2000 | Alistair Fleming                     | 7:4                                  | Jason Hood                           |
| 2001 | Gary Thomson                         | 7:2                                  | Ian Wells                            |
| 2002 | David McLellan                       | 7:0                                  | Gary Thomson                         |
| 2003 | James McBain                         | 7:3                                  | Gary Thomson                         |
| 2004 | Richy McDonald                       | 7:3                                  | Ian Wilkie                           |
| 2005 | Richy McDonald                       | 7:6                                  | Mark Boyle                           |
| 2006 | Fraser Patrick                       | 7:3                                  | Robert Stephen                       |
| 2007 | James McBain                         | 7:6                                  | Fraser Patrick                       |
| 2008 | Mark Boyle                           | 7:3                                  | Thomas McSorley                      |
| 2009 | Mark Boyle                           | 7:0                                  | Ross Vallance                        |
| 2010 | Michael Maguire                      | 7:4                                  | Rhys Clark                           |
| 2011 | Thomas McSorley                      | 7:3                                  | Stevie Baillie                       |
| 2012 | Scott MacFarlane                     | 7:0                                  | David McSorley                       |
| 2013 | Ross Muir                            | 7:4                                  | Dylan Craig                          |
| 2014 | Robert Carlisle                      | 7:3                                  | Gary Thomson                         |
| 2015 | Scott MacFarlane                     | 7:2                                  | Michael Collumb                      |
| 2016 | Chris Totten                         | 7:4                                  | Craig MacGillivray                   |
| 2017 | Ross Vallance                        | 7:6                                  | Craig MacGillivray                   |
| 2018 | Fraser Patrick                       | 7:4                                  | Ross Vallance                        |
| 2019 | Michael Collumb                      | 7:4                                  | Gary Thomson                         |
| 2020 | keine Austragung (COVID-19-Pandemie) | keine Austragung (COVID-19-Pandemie) | keine Austragung (COVID-19-Pandemie) |
| 2021 | Chris Totten                         | 7:6                                  | Michael Collumb                      |
| 2022 | Michael Collumb                      | 7:3                                  | Liam Graham                          |
| 2023 | Michael Collumb                      | 7:3                                  | Chris Totten                         |
| 2024 | Chris Totten                         | 7:5                                  | Ross Vallance                        |
| 2025 | Gary Thomson                         | 7:4                                  | Jack Borwick                         |